# HD37776
HD37776 — хімічно пекулярна зоря спектрального класу B3, що має видиму зоряну величину в смузі V приблизно  7,0.
Вона  розташована на відстані близько 1664,1 світлових років від Сонця.

## Фізичні характеристики
Телескоп Гіппаркос зареєстрував фотометричну змінність  даної зорі з періодом    1,54 доби в межах від  Hmin= 6,97 до  Hmax= 6,93.

## Пекулярний хімічний вміст
Зоряна атмосфера HD37776 має підвищений вміст 
He
.

## Магнітне поле
Спектр даної зорі вказує на наявність магнітного поля у її зоряній атмосфері.
Напруженість повздовжної компоненти поля оціненої з аналізу
крил ліній Бальмера
становить 1259,7± 384,9 Гаус.